# Wirzenborn
Wirzenborn (mundartlich „Weazeborn“) ist ein Stadtteil und ein Ortsbezirk von Montabaur im Westerwaldkreis in Rheinland-Pfalz. Er ist von der Einwohnerzahl her der kleinste Stadtteil von Montabaur. Bis 1972 war Wirzenborn eine eigenständige Gemeinde im damaligen Unterwesterwaldkreis.

## Geographie
Der Wallfahrtsort Wirzenborn liegt im nördlichen Westerwälder Teil des Naturparks Nassau im Gelbachtal etwa drei Kilometer östlich der Innenstadt von Montabaur. Im Südosten liegt der Montabaurer Stadtteil Reckenthal. Zum Ortsbezirk Wirzenborn gehören auch rechts des Gelbachs liegenden Wohnplätze Grubenhaus und Wirzenbornermühle.

## Geschichte

### Mittelalter und kurtrierische Zeit
Wirzenborn liegt im Gebiet des zwischen 930 und 959 erstmals beschriebenen Bannes und Kirchspiels Humbach (später Montabaur genannt). Der Ort wurde 1363 erstmals mit den Namen „Wirzindale“ und „Wurcendal“ in einem Güterverzeichnis des Klosters Ebersbach urkundlich erwähnt. Die erste Ansiedlung erfolgte auf einem, in einer weiten Mäanderschleife des Gelbachs liegenden, Gleithang, der „Küppelfeld“ genannt wurde (heutige Flurbezeichnung „Kippelfeld“). Den ersten Teil des Ortsnamens leitet man von dem Personennamen „Wirzo“ ab. Im 15. Jahrhundert wurde auf der linken Seite des Gelbachs auf einem Felsen eine Kapelle errichtet, wegen einer daneben liegenden Quelle oder Brunnens wurde die Kapelle von Anfang an „Wirzenborn“ genannt. Später ging der Name Wirzenborn auch auf das Dorf über.
Nach einem Verzeichnis aus dem Jahre 1548 bildeten die drei Ortschaften Bladernheim, Reckenthal (Reckendal) und Wirzenborn (damals noch Wirzendal genannt) eine „Zeche“ (Verwaltungsbezirk) des kurtrierischen Amtes Montabaur. Die Verwaltung der „Zeche“ war einem vom Montabaurer Amtmann eingesetzten Heimburger übertragen. Die drei Dörfer hatten zusammen 19 Feuerstätten (Hofstellen). Dem Stift St. Florin in Koblenz waren jährlich sechs Malter Hafer abzugeben. Im Trierer Feuerbuch von 1563 werden für Wirzenborn sechs Feuerstellen angegeben, was etwa 30 Einwohnern entspricht. Hierzu zählte auch die Mühle, die 1486 erbaut wurde. 1684 waren es ebenfalls sechs Feuerstellen, es wurden drei trierische, ein westerburgischer und zwei isenburgische Untertanen (Familien) gezählt.
Im Jahre 1786 hatte Wirzenborn 50 Einwohner.

### Nassauische und preußische Zeit

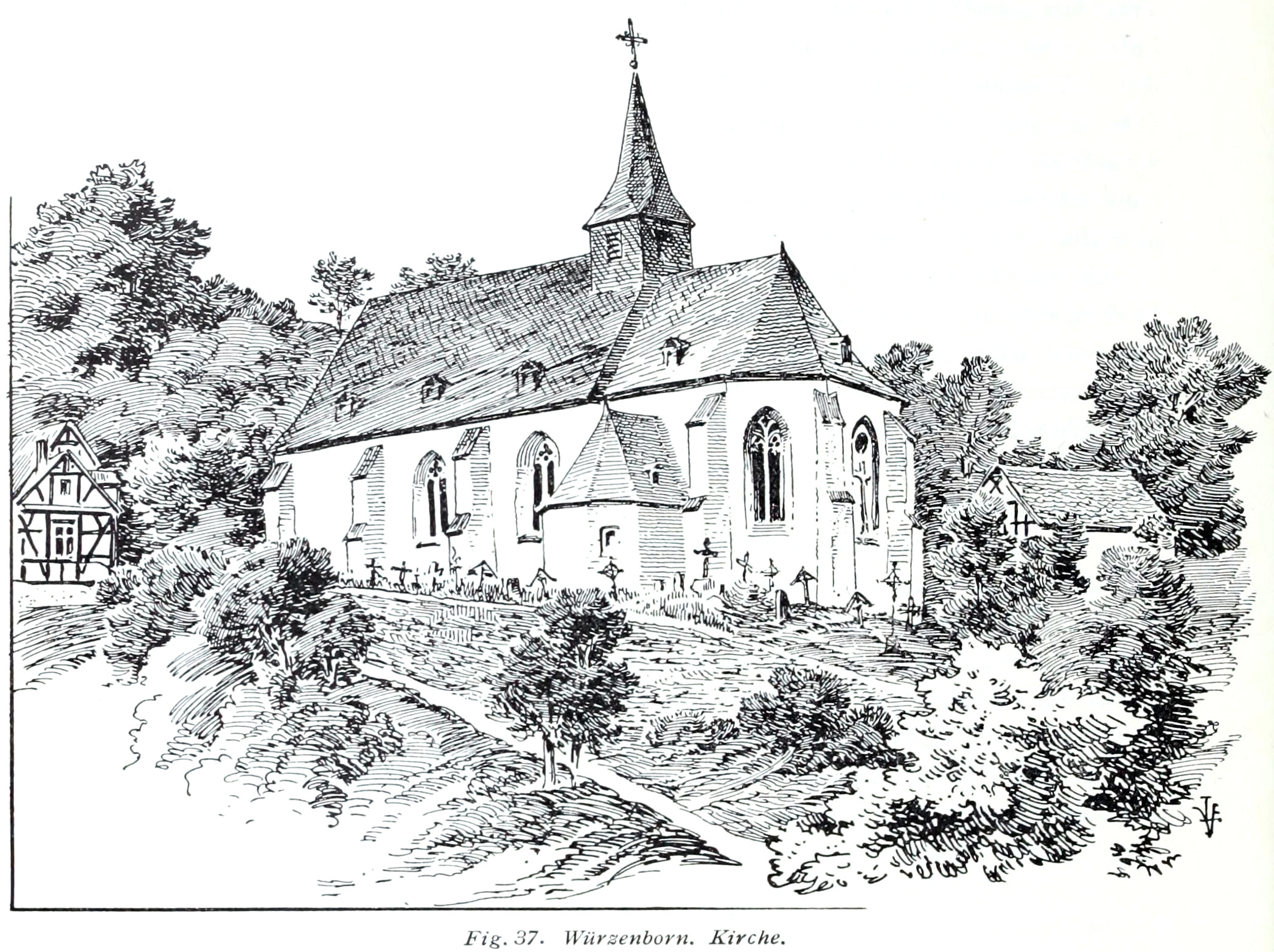
Darstellung der Wirzenborner Kirche um 1914 von Ferdinand Luthmer

Wirzenborn gehörte bis zum Anfang des 19. Jahrhunderts zum rechtsrheinischen Teil von Kurtrier, der infolge des Reichsdeputationshauptschlusses 1803 dem Fürstentum Nassau-Weilburg zugeordnet wurde. Nach der Bildung des Rheinbundes gehörte Wirzenborn von 1806 an zum Herzogtum Nassau. Unter der nassauischen Verwaltung war Wirzenborn dem nassauischen Amt Montabaur und bis 1815 dem Regierungsbezirk Ehrenbreitstein danach dem Regierungsbezirk Wiesbaden zugeordnet.
Nach einer Statistik des Herzogtums Nassau aus dem Jahre 1843 hatte die Gemeinde Wirzenborn 95 Einwohner, die mit 23 Familien in 17 Häusern lebten. Die Einwohner waren ausnahmslos katholisch.
1866 wurde das Herzogtum Nassau von Preußen annektiert. Die Gemeinde Wirzenborn wurde 1867 Teil der preußischen Provinz Hessen-Nassau und gehörte zum damals neu gebildeten Unterwesterwaldkreis. 1946 wurde die Gemeinde Wirzenborn Teil des Landes Rheinland-Pfalz.

### Eingemeindung
Im Rahmen der Mitte der 1960er Jahre begonnenen rheinland-pfälzischen Kommunalreform wurde die bis dahin eigenständige Gemeinde Wirzenborn zum 22. April 1972 mit 119 Einwohnern in die Stadt Montabaur eingemeindet.

### Marien-Wallfahrtskirche
Eine Wallfahrtskapelle zu Wirzenborn wurde erstmals 1497 erwähnt, die zu der Zeit aber schon einige Zeit bestanden hat. Die Wallfahrten erfolgten hauptsächlich von Montabaur aus und wurden möglicherweise zuerst durch den großen Stadtbrand im Jahre 1491 veranlasst. Von 1498 bis 1510 wurde an Stelle der Kapelle die heutige Kirche gebaut. Das Wirzenborner Gnadenbild, eine stehende Madonna mit dem Jesuskind auf dem linken Arm und dem Zepter in der Rechten, wird aufgrund der Formgebung auf die Zeit um 1380 geschätzt. Das Gnadenbild kam erst um 1600 nach Wirzenborn, wahrscheinlich stammt es aus dem 1432 oder 1439/1440 aufgelösten Benediktinerinnenkloster Kloster Seligenstatt in Seck. Im 18. Jahrhundert wurden auf dem alten Wallfahrtsweg von Montabaur nach Wirzenborn fünfzehn Stationen mit Darstellungen zu den sieben Freuden und den sieben Schmerzen Mariens aufgestellt.
Der Trierer Erzbischof Clemens Wenzeslaus verbot 1784 alle Prozessionen, die sich über mehr als eine Stunde Weges erstreckte. Daraufhin wurden die Wallfahrten nach Wirzenborn eingestellt. Auch in der nassauischen Zeit (1803–1866) fanden keine Wallfahrten statt. Ab 1890, nach der Zeit des Kulturkampfs, und nach 1945 (Ende des Zweiten Weltkriegs) wurden die Wallfahrten wieder neu belebt.
Die Wallfahrtskirche Wirzenborn gehört zur Montabaurer Pfarrei St. Peter in Ketten.

### Schule
Seit 1817 bildete Wirzenborn zusammen mit den Nachbargemeinden Bladernheim und Reckenthal einen Schulverband. Das gemeinsame Schulgebäude war in Reckenthal. Seit 1972 gehen die Kinder nach Montabaur zur Schule. Wirzenborn gehört zum Schulbezirk der Joseph-Kehrein-Grundschule.

## Ortsbezirk
Der Ortsbezirk Wirzenborn ist identisch mit der gleichnamigen Gemarkung, die dem früheren Gemeindegebiet von Wirzenborn entspricht. Die Interessen des Ortsbezirks werden durch einen Ortsbeirat und einer Ortsvorsteherin vertreten.
Der Ortsbeirat besteht aus drei Mitgliedern, die bei der Kommunalwahl am 9. Juni 2024 in einer Mehrheitswahl gewählt wurden, und der ehrenamtlichen Ortsvorsteherin als Vorsitzender.
Christel Müller wurde bei der Direktwahl am 26. Mai 2019 mit einem Stimmenanteil von 94,87 % und am 9. Juni 2024 als einzige Bewerberin mit 100 % jeweils für weitere fünf Jahre in ihrem Amt als Ortsvorsteherin bestätigt.

## Sehenswürdigkeiten
- Siehe auch Liste der Kulturdenkmäler in Montabaur
- Der Ortskern von Wirzenborn ist als Denkmalzone ausgewiesen. Diese umfasst den historisch gewachsenen Ortsmittelpunkt mit einer Anzahl von Fachwerkhäusern, die Wallfahrtskirche und dem ummauerten Kirchhof, das Pfarrhaus, den Stationenweg, das Kriegerdenkmal und einen Laufbrunnen.
- Im privaten Motorrad-Museum Wirzenborn sind Motorrad-Oldtimer aus sieben Jahrzehnten ausgestellt.[14]
- Startpunkt des Rundwanderweg der Holzbildhauer-Kunst Gelbachtal

## Infrastruktur
- Der Ort ist über die Landesstraße L 313 mit Montabaur und der Bundesautobahn A 3 sowie dem ICE-Bahnhof Montabaur verbunden. In südlicher Richtung führt die L 313 nach Horhausen.